# Seznam belgijskih filmskih režiserjev
Seznam belgijskih filmskih režiserjev.

## A
- Chantal Akerman
- Jean-Jacques Andrien

## B
- Nic Balthazar
- Tom Barman
- Anke Blondé
- Gérard de Boe
- Jacques Boigelot
- Douglas Boswell
- Hinde Boujemaa (tunizijsko-belgijska)
- Jan Bucquoy
- Frans Buyens

## C
- André Cauvin
- Jean-Julien Collette
- Stijn Coninckx
- Gérard Corbiau

## D
- Lars Damoiseaux
- Jean-Pierre Dardenne
- Luc Dardenne
- Émile Degelin
- Robbe De Hert
- Charles Dekeukleire
- Savina Dellicour
- André Delvaux
- Lucien Deroisy
- Dominique Deruddere
- Lukas Dhont
- Marc Didden
- Géraldine Doignon
- Pierre Drouot (scenarist)
- Fabrice Du Welz

## F
- Jacques Feyder

## G
- Sam Garbarski
- Jonas Geirnaert

## H
- Paul Haesaerts
- Marion Hänsel
- Guido Hendricks

## K
- Harry Kümel

## L
- Benoît Lamy
- Vanessa Lapa (belgijsko-izraelska)
- Patrick Ledoux
- Boris Lehman (švicarsko-belgijski)
- Roland Lethem
- Stefan Liberski

## M
- Benoît Mariage
- Frederike Migom

## P
- Vincent Patar
- Robin Pront

## R
- Maurice Rabinowicz
- Michaël R. Roskam
- Raymond Rouleau

## S
- Raoul Servais
- Charles Spaak (scenarist)
- Henri Storck

## T
- Cécile Telerman

## V
- Jaco Van Dormael
- Jean-Claude Van Damme
- Erik Van Looy
- Agnes Varda (belgijsko-francoska)
- Roland Verhavert
- Jan Verheyen
- Julien Vrebos
- Jan Vromman

## W
- Micha Wald
- Marc-Henri Wajnberg
- Fabrice du Welz
- François Weyergans